# Piper pearcei
Piper pearcei är en pepparväxtart som beskrevs av Truman George Yuncker. Piper pearcei ingår i släktet Piper och familjen pepparväxter. Inga underarter finns listade i Catalogue of Life.